# Tristano Bolelli
Tristano Bolelli (* 24. Dezember 1913 in Bologna; † 18. Oktober 2001 in Pisa) war ein italienischer Linguist, Romanist, Italianist und Keltologe.

## Leben und Werk
Bolelli studierte in Pisa, Paris und Heidelberg bei Clemente Merlo, Émile Benveniste und Joseph Vendryes. Er lehrte ab 1942 Sprachwissenschaft an der Universität La Sapienza in Rom, dann von 1944 bis 1983 als ordentlicher Professor an der Universität Pisa. Bolelli war Herausgeber der Zeitschriften L'Italia dialettale (1961–2003) und Studi e saggi linguistici. Ab 1976 war er beim breiten Publikum bekannt durch seine Radiosendung Qualche parola al giorno.

Bolelli war Mitglied der Accademia Nazionale dei Lincei und auswärtiges Mitglied (associé étranger) der Académie des Inscriptions et Belles-Lettres.

## Werke

### Romanistik
- Grammatica elementare della lingua italiana ad uso delle scuole medie, Neapel 1950, 4. Auflage, 1956
- Lingua letteraria e dialetto in Italia, Louvain 1957 (mit Bild)
- Qualche parola al giorno. Conversazioni alla Radio sulla lingua, Pisa 1979
- Leopardi linguista ed altri saggi, Messina 1982
- (mit Adriana Zeppini Bolelli) Dizionario dei dialetti d'Italia, 4 Bde., Mailand  1983
- Parole in piazza, Mailand 1984
- (mit Adriana Zeppini Bolelli) Poesie scelte nei dialetti d'Italia, Mailand  1984
- Lingua italiana cercasi, Mailand 1987
- Italiano sì e no, Mailand 1988
- Le torri di Pisa, Mailand 1989
- Dizionario etimologico della lingua italiana, Mailand 1989, 1994, 2006
- L'italiano e gli italiani. Cento stravaganze linguistiche, Vicenza 1993

### Allgemein und Keltologie
- Lezioni di glottologia, Pisa 1946
- (Hrsg. und Übersetzer) Storie del porco di Mac Datho (Scela mucce Meic Datho) Testo epico antico irlandese, Pisa 1946
- Appunti di glottologia, Pisa 1948
- Tra storia e linguaggio, Arona 1949
- Due studi irlandesi. Preistoria della poesia irlandese. La leggenda del Re dalle orecchie di cavallo in Irlanda, Pisa 1950
- Introduzione alla glottologia, Pisa 1950, 1961, 1970
- Corso di glottologia, Pisa 1964
- (Hrsg.) Per una storia della ricerca linguistica, Neapel 1965
- (Hrsg.) Linguistica generale. Strutturalismo. Linguistica storica, Pisa 1971
- Pagine di cultura e di linguistica, Pisa 1997
- (Hrsg. mit Saverio Sani) Scritti scelti di Romano Lazzeroni, Pisa 1997